# Jared Gilman
Jared T. Raynor Gilman (New Jersey, 28 dicembre 1998) è un attore statunitense.

## Biografia
Ha frequentato il Newark Academy dove faceva parte della squadra di golf.
Ha debuttato al cinema nel 2012 nel film Moonrise Kingdom - Una fuga d'amore nella parte del protagonista, grazie al quale ha acquistato una gran fama. Per recitare il suo personaggio, dovette imparare ad andare in canoa e a cucinare a fuoco.
Ha inoltre, da sé, diretto, recitato e montato dei brevi video d'azione.

## Filmografia Parziale

### Cinema
- Moonrise Kingdom - Una fuga d'amore (Moonrise Kingdom), regia di Wes Anderson (2012)
- Elsa & Fred, regia di Michael Radford (2014)
- Paterson, regia di Jim Jarmusch (2016)